# SechsKies Special
《SechsKies Special》은 대한민국의 음악 그룹 젝스키스의 스페셜 앨범으로, 1998년 그 들이 주연했던 영화 《세븐틴》의 삽입곡과 신곡을 수록하였다.
이듬 해 1월 SBS 인기가요에서 앨범 활동 마지막 방송을 가진 젝스키스는 4집 준비를 위한 휴식기에 들어갔다.

## 수록곡
| #            | 제목                          | 작사         | 작곡            | 편곡         | 재생 시간 |
| ------------ | ----------------------------- | ------------ | --------------- | ------------ | --------- |
| 1.           | 〈너를 보내며〉               | 김창환       | 천성일          | 장수원       | 3:54      |
| 2.           | 〈커플〉                      | 천성일       | 천성일          | 김우진       | 4:10      |
| 3.           | 〈네겐 보일 수 없었던 세상〉  | 김창환       | 김창환          | 김창환       | 4:31      |
| 4.           | 〈그대가 잠든 사이에〉        | 김창환       | 김창환          | 김우진       | 4:04      |
| 5.           | 〈내 맘을 알고 있니〉         | 홍종구       | 홍종구          | 강원래       | 4:00      |
| 6.           | 〈Celebrate Tonight〉         | 김창환       | 이윤상          | 이윤상       | 3:27      |
| 7.           | 〈변신〉                      | 김창환       | 김창환          | 이재진       | 3:35      |
| 8.           | 〈단념〉                      | 홍종구       | 홍종구          | 강원래       | 3:44      |
| 9.           | 〈기도〉                      | 천성일       | 천성일          | 김우진       | 3:29      |
| 10.          | 〈Goodbye Party (슬픈축제)〉  | 김창환       | 이윤상          | 이윤상       | 3:49      |
| 11.          | 〈비상〉                      | 김창환       | 천성일          | 천성일       | 3:32      |
| 12.          | 〈Celebrate Tonight (Remix)〉 | 김창환       | 바비 킴, 이윤상 | 이윤상       | 3:27      |
| 13.          | 〈지금이야 (Remix)〉          | 천성일       | 천성일          | 강원래       | 3:37      |
| 총 재생 시간 | 총 재생 시간                  | 총 재생 시간 | 총 재생 시간    | 총 재생 시간 | 47:19     |

## 참여
이 목록은 해당 앨범의 부클릿 〈staff〉목록에서 발췌하였다.
| 젝스키스 - 은지원 - 랩, 보컬, 코러스 - 이재진 - 랩, 보컬, 코러스 - 김재덕 - 랩, 코러스 - 강성훈 - 리드 보컬, 코러스 - 고지용 - 보컬, 코러스 - 장수원 - 보컬, 코러스 세션 - Sam Lee, 이근형 - 기타 - 김원용 - 색소폰 - 천성일, 홍종구 - 건반 악기 - 문지환, 강혁, 김현아, 천성일, 김우진, 한상일, 홍종구, 신현아, 김석찬, 박미경, 주영훈, 바비 킴, 김태영 - 코러스 | 스탭 - 김창환 - 프로듀서, 녹음, 믹싱 - 천성일, 김우진, 강원래 - 공동 프로듀서 - 백진호 - 녹음 - 안정선(광화문 스튜디오) - 녹음 - 양영호(신촌뮤직) - 녹음 - 홍범석(신촌뮤직) - 보조 - 서상환(소닉 코리아) - 마스터링 - 김기영, 남택준, 유성식 - 매니지먼트 - 김창환 - 미디어라인 프로듀서 - 윤우택 - 사진 - 구본정, 박주현, 이유미 - 디자인 |